# サッカーオーストリア代表

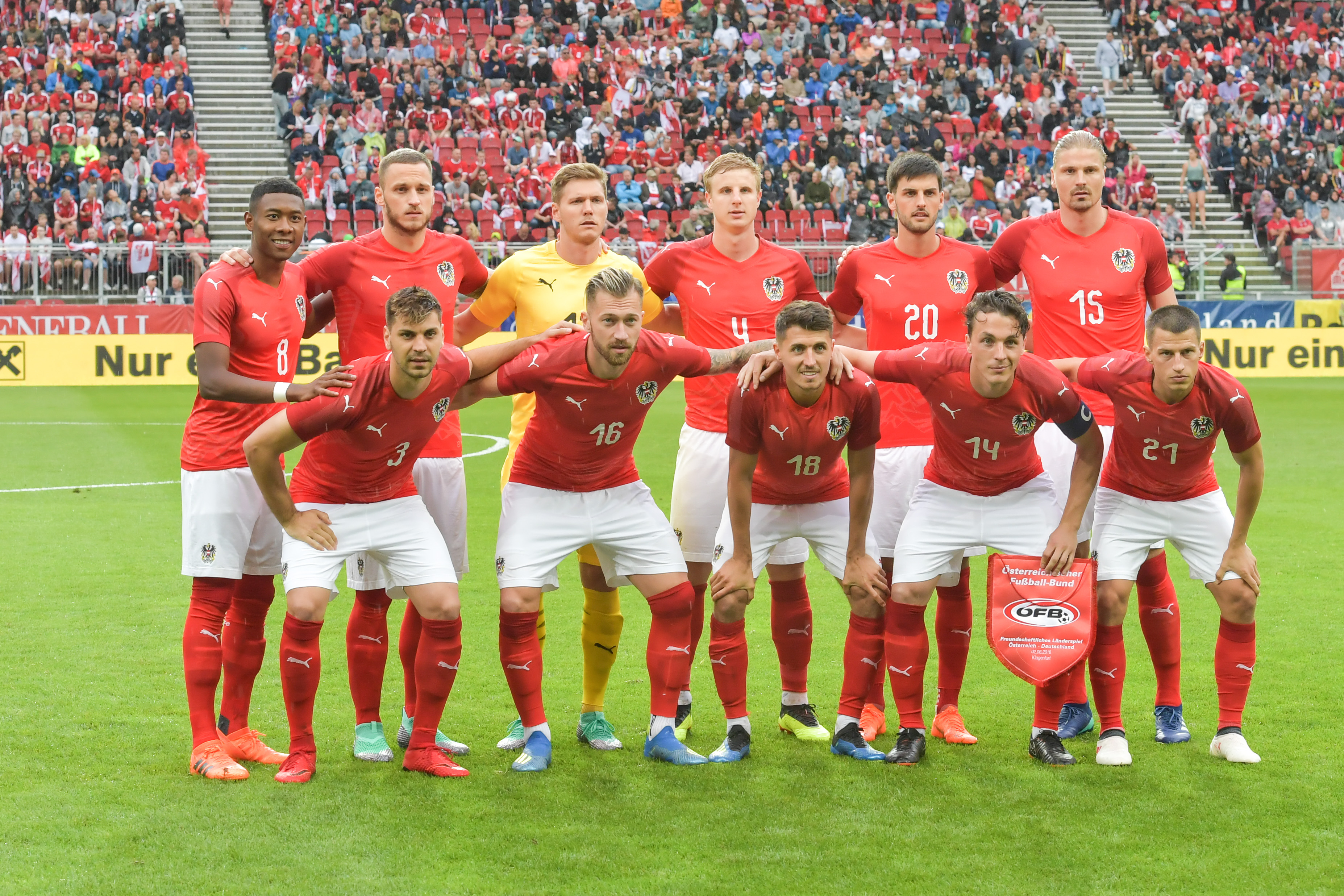
オーストリア代表 (2018年)

サッカーオーストリア代表（サッカーオーストリアだいひょう、ドイツ語:Österreichische Fußballnationalmannschaft）は、オーストリアサッカー協会（ÖFB）によって構成される、オーストリアのサッカーのナショナルチームである。ホームスタジアムは、首都・ウィーンにあるエルンスト・ハッペル・シュターディオン。

## 歴史

### 1890年代 - 1900年代
オーストリアへ19世紀後半に入ってきたサッカーが発展したのは1890年頃である。ウィーンのロスチャイルド家に仕えていたイギリス人庭師たちがよくサッカーに興じていたことから、ウィーンの人々へ広まったとされる。
1894年にファースト・ヴィエナ・フットボールクラブ1894とウィーン・クリケット・アンド・フットボールクラブ（de:Vienna Cricket and Football-Club）（1892年に在ウィーンイギリス人が“Vienna Cricket Club Wien”という名で始めたクリケットクラブが改名）が、オーストリア初のサッカークラブとしてウィーンに設立された。また1904年にはオーストリアサッカー協会が組織された。
その中で、オーストリア代表が最初に試合を行ったのは1902年10月12日のハンガリー代表戦で、5-0で勝利した。1918年まで両国はオーストリア＝ハンガリー帝国を形成しており、「ウィーン対ブダペストの都市対抗戦」としてのゲームだった。その後現在に至るまで、サッカーにおけるオーストリアとハンガリーのライバル関係（en:Austria–Hungary football rivalry）は続いており、両国は世界で2番目に多く国際試合をしている組み合わせである。
1902年当時、オーストリア＝ハンガリー帝国で単一の協会やナショナルチームは結成されず、この時点でのオーストリア代表は、オーストリア・ハンガリー帝国内のオーストリア地域（オーストリア帝冠領）を代表するものであった。なお、このオーストリア地域にはボヘミアやモラヴィアといった現在のチェコに相当する地域の他、クライン州（現在のスロベニア）、ポーランドの一部を含んでいる。1903年にはボヘミア代表がハンガリー代表と試合を行っており、オーストリア内部でも統一性が保たれていたわけではない。第一次世界大戦後、オーストリア＝ハンガリーは分裂し、後継国家のナショナルチームとしてチェコスロバキア代表、ポーランド代表が誕生した。またオーストリア代表は、現在までとほぼ同じ地域を代表するナショナルチームとなった。

### 1930年代 - 1940年代
大戦間期、特に1930年代前半においてオーストリアは“ヴンダーチーム”と呼ばれ世界最強チームの一角とみなされていた（ただしイングランドが国際大会に登場しない限りにおいてである）。1934年のワールドカップイタリア大会は、ベニート・ムッソリーニが極めてファシストらしいやり方で大会を演出し、イタリアを優勝させた大会として名高いが、ヴンダーチームはイタリアに準決勝で敗れて4位に終わった。
1938年のワールドカップフランス大会でも、イタリアへの対抗馬としてオーストリアに対する期待感は非常に高いものがあった。ところがワールドカップの同年に、ナチス・ドイツによりオーストリアがドイツに併合（アンシュルス）されたため、オーストリア代表は出場権を失った。そして、アドルフ・ヒトラーは元オーストリア代表の面々に対してドイツ代表に加わる事を強いた。オーストリアに代わって俄かにドイツが優勝候補に祭り上げられたが、選手のモチベーションは上がらず、ドイツは初戦で敗退した。
第二次世界大戦後、オーストリア代表はまもなく再建され、1945年8月にはブダペストにてハンガリー代表と2回対戦している。プラーターシュターディオンが修復されると、同年12月6日に8年ぶりとなるホームゲームを行った。フランス代表とのこの歴史的な試合にオーストリアは4-1で勝利し、チームは“ヴンダーチーム”と呼ばれた頃を彷彿とさせる好調期に再び入る。

### 1950年代 - 1960年代
そのハイライトとも言えるのが1954年のワールドカップスイス大会である。予選でポルトガルを圧倒したほか、続くグループリーグではスコットランドに1-0で勝利、チェコスロバキアに5-0という大勝を収めた。オーストリアサッカー史で最も有名な試合とされているスイスとの準々決勝では、ゴールキーパーのKurt Schmied（de:Kurt Schmied）が開始後すぐに熱中症にかかるも交代が許されず、マッサージ師のPepi Ulrich氏がゴール裏に控えてサポートするアクシデントが発生、またPKを失敗するなどスリリングな内容ながら7-5で勝利した。ワールドカップでの3点差からの逆転勝利は1966年大会の準々決勝の北朝鮮戦で5-3で勝ったポルトガルと共に最高記録である。準決勝で西ドイツに6-1で敗れたものの、3位決定戦でウルグアイを3-1で破り、銅メダルを獲得した。
1958年ワールドカップスウェーデン大会でのオーストリア代表は1954年のチームとは比較にならず、グループリーグでブラジルに0-3、ソ連に0-2で敗れ、イングランドに2-2で引き分けたことで最下位となり早々に敗退した。その後20年間に渡ってオーストリアは予選敗退を繰り返し（1962年のチリ大会は資金不足のために棄権）、ワールドカップ出場は叶わなかった。

### 1970年代 - 1980年代
20年ぶりのワールドカップ出場となったアルゼンチン大会では、1次リーグでブラジル、スペイン、スウェーデンと強豪と同グループになるも首位で突破。ベスト8に進出する。しかしオランダやイタリアに敗れ、決勝進出には至らなかった。その後行われた西ドイツ戦は、敗退が決まっていたオーストリアにとっては消化試合だったが、西ドイツにとっては勝てば決勝進出、引き分けても三位決定戦進出の可能性がそれぞれある試合だった。蓋を開けてみると、ハンス・クランクルの2得点の活躍や、フランツ・ベッケンバウアーに代わって今大会から新たな西ドイツ主将となったベルティ・フォクツのオウンゴールなどもあり、オーストリアが3-2で逆転勝利した。47年ぶりに隣国を下したこの試合は、オーストリアではコルドバの奇跡（de:Córdoba 1978）と呼ばれ、広く知られている。
チリ、アルジェリア、西ドイツと同グループとなった1982年ワールドカップスペイン大会1次リーグでは、オーストリアはチリとアルジェリアにそれぞれ1-0、2-0で勝利し、西ドイツ戦を残して2次リーグへの出場はほぼ確実となった。のちにヒホンの恥と呼ばれる一戦は、西ドイツにとっては2次リーグ進出のために勝利が絶対条件となっていた。また同グループの他試合が終了していたため、3点以上の差で負けない限りはオーストリアの敗退はなく、西ドイツが1点あるいは2点差で勝利すると、両国揃って第2グループに進出できることが確定していた。
試合は西ドイツが前半に先制するも、それ以降は両チームともに無難なボール回しに終始し、そのまま0-1でオーストリアが敗北。結果的にオーストリアと西ドイツが2次リーグに進出する。しかし両チームは互いに試合をコントロールしたとして、西ドイツの得点によっては2次リーグ出場の可能性を残していたアルジェリアや開催国のスペインをはじめ、世界中から大きく非難されることになる。またこの試合を受けて、1984年のUEFA欧州選手権と1986年のワールドカップメキシコ大会から、国際大会のグループリーグの最終戦は同時開催されることになった。その後オーストリアはフランスに敗れ、2次リーグで敗退した。

### 1990年代 - 2000年代
のちにオーストリア代表歴代最多得点をマークすることになるアントン・ポルスターや、“アルプスのマラドーナ”の異名を取ったアンドレアス・ヘルツォークなど、国際レベルの若手選手がA代表として活躍するようになり、1990年のワールドカップイタリア大会にも出場が決まるが、グループリーグでイタリアとチェコスロバキアにそれぞれ0-1で敗れ、アメリカには2-1で勝利するも敗退した。
1998年ワールドカップフランス大会では、予選で強豪のスウェーデンを下すなど、危なげなく大会の切符を勝ち取る。しかしカメルーンとチリにそれぞれ1-1で引き分け、優勝候補のイタリアに1-2で敗れ、またしてもグループリーグで姿を消すこととなった。続く2002年ワールドカップ日韓大会の予選ではプレーオフでトルコに敗戦を喫し出場権を逃した。
なおEURO本大会には縁遠く、2008年大会をスイスと共同開催し、開催国特権で予選を戦わず本大会へ初出場した。しかし実力が十分ではないとしてサポーターの一部が大会の参加辞退を求める嘆願書の署名運動を行い、一万人を超える署名が集まる事態となった。結果はポーランドに引き分けたが、クロアチア、ドイツに敗れてグループリーグで敗退した。

### 2010年代 - 2020年代
EURO2016年大会は予選で9勝1分の好成績を残しグループリーグを首位で通過、2015年のFIFAランクで10位まで上り詰め、本大会での期待も大きかった。しかし大会本番では1勝もあげられず、グループステージを最下位で敗退した。
1年延期されたEURO2020年大会では北マケドニア戦で大会初勝利を記録。2位で初めてグループステージを突破しノックアウトステージへ進出するも、ベスト16で優勝国のイタリアに延長戦の末敗れた。
2022年ワールドカップカタール大会予選ではヨーロッパ予選グループF4位に終わったものの、UEFAネーションズリーグ2020-21の成績要件によりプレーオフに進出したが、パスA準決勝でウェールズに敗戦を喫し出場権を逃した。このように、日韓大会からカタール大会まで6大会連続でワールドカップから遠ざかっている。
UEFA EURO 2024では、EURO優勝経験国であるオランダとフランス、ポーランドと同居する比較的厳しい組み合わせに入った。初戦でフランスに1-0で敗れるも、第2戦でポーランドに3-1で勝利し、第3戦ではオランダに3-2で勝利した。裏の試合でフランスがポーランドに引き分けたため、EURO優勝経験国2ヶ国を凌いで1位通過が決定した。しかし、ラウンド16ではトルコに敗れ、初の準々決勝進出はならなかった。

## 成績

### FIFAワールドカップ
| 開催国 / 年 | 成績               | 試       | 勝       | 分       | 負       | 得       | 失       |
| ----------- | ------------------ | -------- | -------- | -------- | -------- | -------- | -------- |
| 1930        | 不参加             | 不参加   | 不参加   | 不参加   | 不参加   | 不参加   | 不参加   |
| 1934        | 4位                | 4        | 2        | 0        | 2        | 7        | 7        |
| 1938        | 棄権               | 棄権     | 棄権     | 棄権     | 棄権     | 棄権     | 棄権     |
| 1950        | 棄権               | 棄権     | 棄権     | 棄権     | 棄権     | 棄権     | 棄権     |
| 1954        | 3位                | 5        | 4        | 0        | 1        | 17       | 12       |
| 1958        | グループリーグ敗退 | 3        | 0        | 1        | 2        | 2        | 7        |
| 1962        | 棄権               | 棄権     | 棄権     | 棄権     | 棄権     | 棄権     | 棄権     |
| 1966        | 予選敗退           | 予選敗退 | 予選敗退 | 予選敗退 | 予選敗退 | 予選敗退 | 予選敗退 |
| 1970        | 予選敗退           | 予選敗退 | 予選敗退 | 予選敗退 | 予選敗退 | 予選敗退 | 予選敗退 |
| 1974        | 予選敗退           | 予選敗退 | 予選敗退 | 予選敗退 | 予選敗退 | 予選敗退 | 予選敗退 |
| 1978        | 2次リーグ敗退      | 6        | 3        | 0        | 3        | 7        | 10       |
| 1982        | 2次リーグ敗退      | 5        | 2        | 1        | 2        | 5        | 4        |
| 1986        | 予選敗退           | 予選敗退 | 予選敗退 | 予選敗退 | 予選敗退 | 予選敗退 | 予選敗退 |
| 1990        | グループリーグ敗退 | 3        | 1        | 0        | 2        | 2        | 3        |
| 1994        | 予選敗退           | 予選敗退 | 予選敗退 | 予選敗退 | 予選敗退 | 予選敗退 | 予選敗退 |
| 1998        | グループリーグ敗退 | 3        | 0        | 2        | 1        | 3        | 4        |
| 2002        | 予選敗退           | 予選敗退 | 予選敗退 | 予選敗退 | 予選敗退 | 予選敗退 | 予選敗退 |
| 2006        | 予選敗退           | 予選敗退 | 予選敗退 | 予選敗退 | 予選敗退 | 予選敗退 | 予選敗退 |
| 2010        | 予選敗退           | 予選敗退 | 予選敗退 | 予選敗退 | 予選敗退 | 予選敗退 | 予選敗退 |
| 2014        | 予選敗退           | 予選敗退 | 予選敗退 | 予選敗退 | 予選敗退 | 予選敗退 | 予選敗退 |
| 2018        | 予選敗退           | 予選敗退 | 予選敗退 | 予選敗退 | 予選敗退 | 予選敗退 | 予選敗退 |
| 2022        | 予選敗退           | 予選敗退 | 予選敗退 | 予選敗退 | 予選敗退 | 予選敗退 | 予選敗退 |
| 合計        | 出場7回            | 29       | 12       | 4        | 13       | 43       | 47       |

### UEFA欧州選手権
| 開催国 / 年 | 成績               | 試       | 勝       | 分       | 負       | 得       | 失       |
| ----------- | ------------------ | -------- | -------- | -------- | -------- | -------- | -------- |
| 1960        | 予選敗退           | 予選敗退 | 予選敗退 | 予選敗退 | 予選敗退 | 予選敗退 | 予選敗退 |
| 1964        | 予選敗退           | 予選敗退 | 予選敗退 | 予選敗退 | 予選敗退 | 予選敗退 | 予選敗退 |
| 1968        | 予選敗退           | 予選敗退 | 予選敗退 | 予選敗退 | 予選敗退 | 予選敗退 | 予選敗退 |
| 1972        | 予選敗退           | 予選敗退 | 予選敗退 | 予選敗退 | 予選敗退 | 予選敗退 | 予選敗退 |
| 1976        | 予選敗退           | 予選敗退 | 予選敗退 | 予選敗退 | 予選敗退 | 予選敗退 | 予選敗退 |
| 1980        | 予選敗退           | 予選敗退 | 予選敗退 | 予選敗退 | 予選敗退 | 予選敗退 | 予選敗退 |
| 1984        | 予選敗退           | 予選敗退 | 予選敗退 | 予選敗退 | 予選敗退 | 予選敗退 | 予選敗退 |
| 1988        | 予選敗退           | 予選敗退 | 予選敗退 | 予選敗退 | 予選敗退 | 予選敗退 | 予選敗退 |
| 1992        | 予選敗退           | 予選敗退 | 予選敗退 | 予選敗退 | 予選敗退 | 予選敗退 | 予選敗退 |
| 1996        | 予選敗退           | 予選敗退 | 予選敗退 | 予選敗退 | 予選敗退 | 予選敗退 | 予選敗退 |
| 2000        | 予選敗退           | 予選敗退 | 予選敗退 | 予選敗退 | 予選敗退 | 予選敗退 | 予選敗退 |
| 2004        | 予選敗退           | 予選敗退 | 予選敗退 | 予選敗退 | 予選敗退 | 予選敗退 | 予選敗退 |
| 2008        | グループリーグ敗退 | 3        | 0        | 1        | 2        | 1        | 3        |
| 2012        | 予選敗退           | 予選敗退 | 予選敗退 | 予選敗退 | 予選敗退 | 予選敗退 | 予選敗退 |
| 2016        | グループリーグ敗退 | 3        | 0        | 1        | 2        | 1        | 4        |
| 2021        | ベスト16           | 4        | 2        | 0        | 2        | 5        | 5        |
| 2024        | ベスト16           | 4        | 2        | 0        | 2        | 7        | 6        |
| 合計        | 出場4回            | 14       | 4        | 2        | 8        | 14       | 18       |

## 歴代監督
- エルンスト・ハッペル 1992
- ヨーゼフ・ヒッケルスベルガー 2006-2008
- カレル・ブリュックナー 2008
- ディートマー・コンスタンティーニ 2008-2011
- ヴィリー・ルッテンシュタイナー 2011
- マルセル・コラー 2011-2018
- フランコ・フォーダ 2018-2022
- ラルフ・ラングニック 2022-

## 歴代選手

### 主要大会のメンバー
| - FIFAワールドカップ - 1934 FIFAワールドカップ参加チーム - 1954 FIFAワールドカップ参加チーム - 1958 FIFAワールドカップ参加チーム - 1978 FIFAワールドカップ参加チーム - 1982 FIFAワールドカップ参加チーム - 1990 FIFAワールドカップ参加チーム - 1998 FIFAワールドカップ参加チーム | - UEFA欧州選手権 - UEFA EURO 2008参加チーム - UEFA EURO 2016参加チーム - UEFA EURO 2020参加チーム |

### 主な代表選手
| - GK - ルドルフ・ヒデン 1928-1933 - ヴァルター・ゼーマン 1945-1960 - フリードリッヒ・コンシリア 1970-1985 - クラウス・リンデンベルガー 1982-1990 - ミヒャエル・コンゼル 1985-1998 - フランツ・ヴォールファールト 1987-2001 - オットー・コンラード 1989-1995 - アレクサンダー・マンニンガー 1999-2009 - ユルゲン・マッホ 2002-2011 - ロベルト・アルマー 2011-2016 - ハインツ・リンドナー 2012- - パバオ・ペルヴァン 2019- - アレクサンダー・シュラーガー 2019- - ダニエル・バッハマン 2021- | - DF - カール・ゼスタ 1932-1945 - エルンスト・ハッペル 1947-1958 - カール・ストッツ 1950-1962 - ロベルト・サーラ 1965-1980 - エーリッヒ・オーベルマイヤー 1975-1985 - ブルーノ・ペッツァイ 1975-1990 - ヘリベルト・ヴェーバー 1976-1989 - ペーター・アルトナー 1987-1996 - アントン・プフェッファー 1988-1999 - ペーター・シェッテル 1988-2002 - ヴォルフガング・ファイアージンガー 1990-1999 - マーティン・ヒデン 1998-2008 - マーティン・シュトランツル 2000-2009 - パウル・シャルナー 2002-2012 - エマヌエル・ポガテッツ 2002-2014 - クリスティアン・フックス 2006-2016 - ギョルギ・ガリッチ 2006-2016 - セバスティアン・プレードル 2007- - ダヴィド・アラバ 2009- - アレクサンダル・ドラゴヴィッチ 2009- - アンドレアス・ウルマー 2009- - クリストファー・トリメル 2009- - フロリアン・クライン 2010-2017 - マルティン・ヒンターエッガー 2013- - シュテファン・ライナー 2017- - フィリップ・ラインハート 2017- - シュテファン・ポッシュ 2019- - マルコ・フリードル 2020- |

| - MF - ヴァルター・ナオシュ 1929-1937 - エルンスト・オツヴィルク 1945-1962 - ゲルハルト・ハナッピ 1948-1962 - カール・コラー 1952-1965 - ヨーゼフ・ヒッケルスベルガー 1968-1978 - クルト・ヤーラ 1971-1985 - ローランド・ハッテンベルガー 1972-1982 - ヘルベルト・プロハスカ 1974-1989 - マンフレート・ツァク 1986-1993 - ペーター・シュテーガー 1988-1999 - アンドレアス・ヘルツォーク 1988-2003 - ミヒャエル・バウアー 1990-2002 - ディートマー・キューバウアー 1992-2005 - ハーラルド・チェルニー 1993-2004 - マルクス・ショップ 1995-2005 - イヴィツァ・ヴァスティッチ 1996-2008 - レネー・アウフハウザー 2002-2008 - アンドレアス・イヴァンシッツ 2003-2014 - クリストフ・ライトゲープ 2006-2014 - ズラトコ・ユヌゾヴィッチ 2006-2017 - ユリアン・バウムガルトリンガー 2009- - マルセル・ザビッツァー 2012- - ヴァレンティーノ・ラザロ 2014- - シュテファン・イルザンカー 2014- - ルイス・シャウブ 2016- - アレッサンドロ・シェプフ 2016- - フロリアン・グリリッチュ 2017- - ザヴェル・シュラーガー 2018- - コンラート・ライマー 2019- - クリストフ・バウムガルトナー 2020- | - FW - ヨハン・ホルヴァート 1924-1934 - マティアス・シンデラー 1926-1937 - アントン・シャール 1927-1934 - ヨーゼフ・ビカン 1933-1936 - エルンスト・ストヤスパル 1946-1954 - テオドール・ヴァーグナー 1946-1957 - アルフレート・ケルナー 1946-1958 - エーリッヒ・プロブスト 1951-1960 - ハンス・ブツェク 1955-1969 - エーリッヒ・ホッフ 1957-1968 - ヴィルヘルム・クロイツ 1969-1981 - ハンス・クランクル 1973-1985 - ヴァルター・シャッハナー 1976-1994 - アントン・ポルスター 1982-2000 - アンドレアス・オグリス 1986-1997 - ハイモ・プファイフェンベルガー 1989-1998 - マリオ・ハース 1996-2007 - ローランド・リンツ 2002-2010 - マルク・ヤンコ 2006-2019 - マルティン・ハルニク 2007-2017 - マルコ・アルナウトヴィッチ 2008- - カリム・オニシウォ 2015- - ミヒャエル・グレゴリッチュ 2016- - アドリアン・グルビッチ 2020- - サーシャ・カライジッチ 2020- - ユスフ・デミル 2021- |

## 歴代記録
出典
| # | 名前                           | 出場 | 得点 | 期間      |
| - | ------------------------------ | ---- | ---- | --------- |
| 1 | マルコ・アルナウトヴィッチ     | 110  | 36   | 2008–     |
| 2 | アンドレアス・ヘルツォーク     | 103  | 26   | 1988–2003 |
| 2 | ダヴィド・アラバ               | 103  | 15   | 2009–     |
| 4 | アレクサンダル・ドラゴヴィッチ | 100  | 2    | 2009–     |
| 5 | アントン・ポルスター           | 95   | 44   | 1982–2000 |
| 6 | ゲルハルト・ハナッピ           | 93   | 12   | 1948–1964 |
| 7 | カール・コラー                 | 86   | 5    | 1952–1965 |
| 8 | ブルーノ・ペッツァイ           | 84   | 9    | 1975–1990 |
| 8 | ユリアン・バウムガルトリンガー | 84   | 1    | 2009–     |
| 8 | フリードリッヒ・コンシリア     | 84   | 0    | 1970–1985 |

| #  | 名前                       | 得点 | 出場 | 期間      | 得点率 |
| -- | -------------------------- | ---- | ---- | --------- | ------ |
| 1  | アントン・ポルスター       | 44   | 95   | 1982–2000 | 0.48   |
| 2  | マルコ・アルナウトヴィッチ | 36   | 110  | 2008–     | 0.32   |
| 3  | ハンス・クランクル         | 34   | 69   | 1973–1985 | 0.49   |
| 4  | ヨハン・ホルヴァート       | 29   | 46   | 1924–1934 | 0.63   |
| 5  | エーリッヒ・ホッフ         | 28   | 37   | 1957–1968 | 0.76   |
| 5  | マルク・ヤンコ             | 28   | 70   | 2006–2019 | 0.40   |
| 7  | アントン・シャール         | 27   | 28   | 1927–1934 | 0.96   |
| 8  | アンドレアス・ヘルツォーク | 26   | 103  | 1988–2003 | 0.25   |
| 9  | マティアス・シンデラー     | 25   | 40   | 1926–1937 | 0.63   |
| 10 | カール・ジシェック         | 24   | 39   | 1931–1945 | 0.62   |